# 5185 Alerossi
5185 Alerossi este un asteroid din centura principală de asteroizi.

## Descriere
5185 Alerossi este un asteroid din centura principală de asteroizi. A fost descoperit pe 15 septembrie 1990 la Observatorul Palomar de Henry E. Holt. Asteroidul prezintă o orbită caracterizată de o semiaxă mare de 2,68 ua, o excentricitate de 0,08 și o înclinație de 8,4° în raport cu ecliptica.